# Đan Trường (xã)
Đan Trường là một xã ven biển thuộc huyện Nghi Xuân, tỉnh Hà Tĩnh, Việt Nam.

## Địa lý
Xã Đan Trường nằm ở phía bắc huyện Nghi Xuân, có vị trí địa lý:
- Phía đông giáp Biển Đông
- Phía tây giáp tỉnh Nghệ An với ranh giới là sông Lam
- Phía nam giáp xã Xuân Phổ
- Phía bắc giáp xã Xuân Hội.

Xã Đan Trường có diện tích 13,68 km², dân số năm 2018 là 7.301 người, mật độ dân số đạt 534 người/km².

## Lịch sử
Địa bàn xã Đan Trường hiện nay trước đây vốn là hai xã Xuân Đan và Xuân Trường thuộc huyện Nghi Xuân.
Ngày 5 tháng 9 năm 1975, xóm Hội Phúc thuộc xã Xuân Hội được sáp nhập vào xã Xuân Trường.
Trước khi sáp nhập, xã Xuân Đan có diện tích 6,48 km², dân số là 2.639 người, mật độ dân số đạt 407 người/km². Xã Xuân Trường có diện tích 7,20 km², dân số là 4.662 người, mật độ dân số đạt 648 người/km².
Ngày 21 tháng 11 năm 2019, Ủy ban Thường vụ Quốc hội ban hành Nghị quyết số 819/NQ-UBTVQH14 về việc sắp xếp các đơn vị hành chính cấp xã thuộc tỉnh Hà Tĩnh (nghị quyết có hiệu lực từ ngày 1 tháng 1 năm 2020). Theo đó, sáp nhập toàn bộ diện tích và dân số của hai xã Xuân Đan và Xuân Trường thành xã Đan Trường.
Ngày 18 tháng 7 năm 2024, HĐND tỉnh Hà Tĩnh ban hành Nghị quyết số 188/NQ-HĐND về việc:
- Thành lập thôn Long Thủy trên cơ sở thôn Trường Vịnh và thôn Trường Thủy.
- Thành lập thôn Thanh Văn Hải trên cơ sở thôn Trường Thanh và thôn Trường Hải.
- Thành lập thôn Quý Du Châu trên cơ sở thôn Trường Quý và thôn Trường Châu.
- Thành lập thôn Tỉnh Phú Hoa trên cơ sở thôn Trường Tỉnh và thôn Trường Hoa.